# Estanque de Betesda

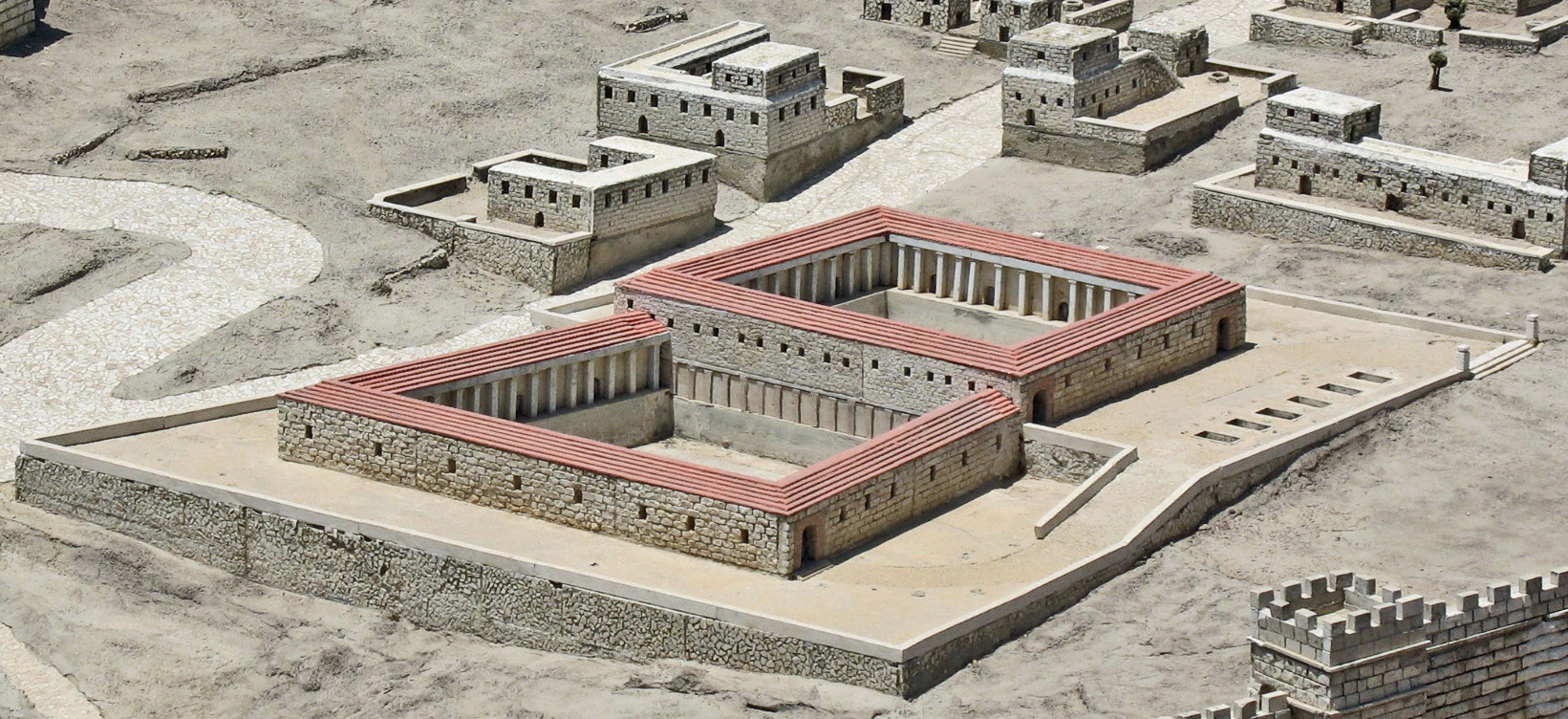
Maqueta del estanque de Betesda durante el periodo del segundo templo, en el Museo de Israel.

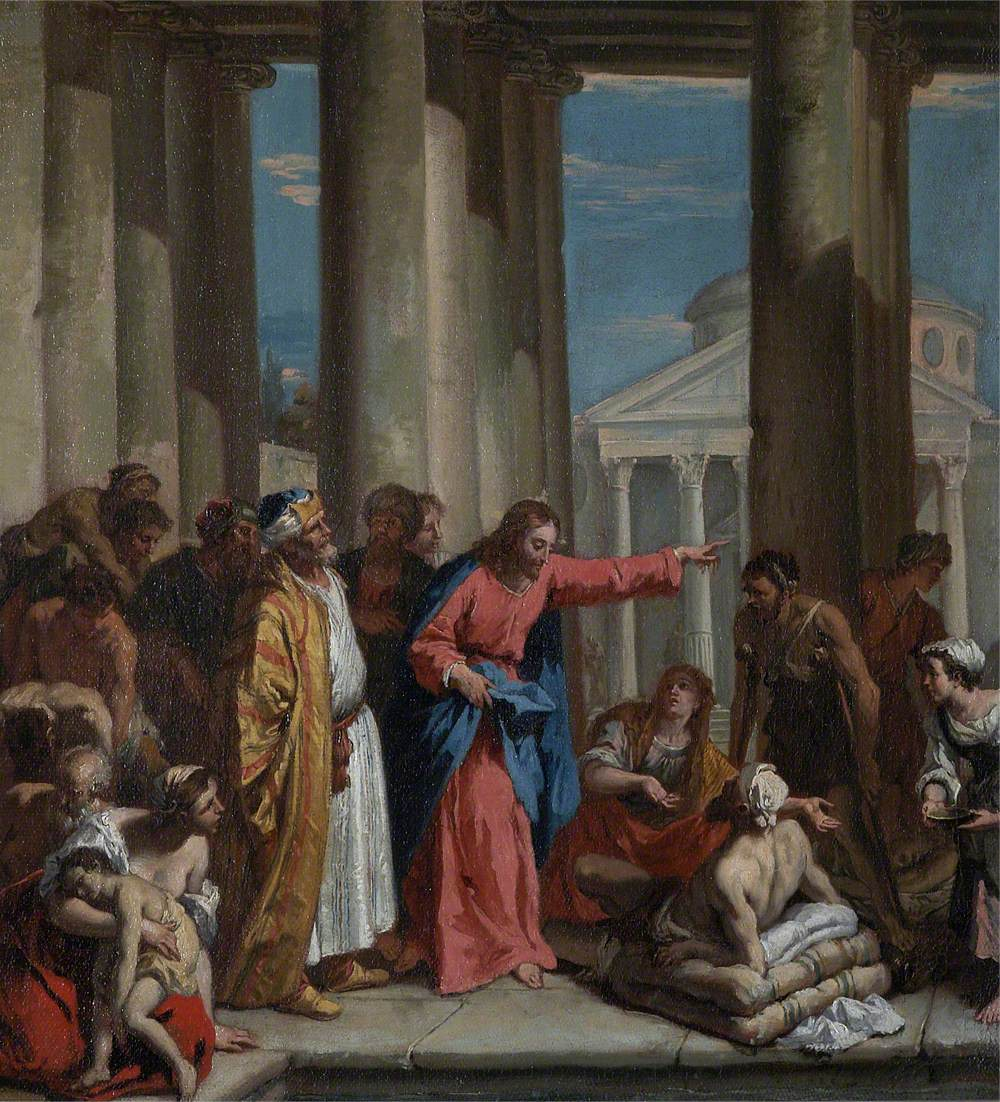
Cristo sanando al hombre cojo en el estanque de Betesda (1726-1730), óleo sobre lienzo de Sebastiano Ricci (1659-1734).

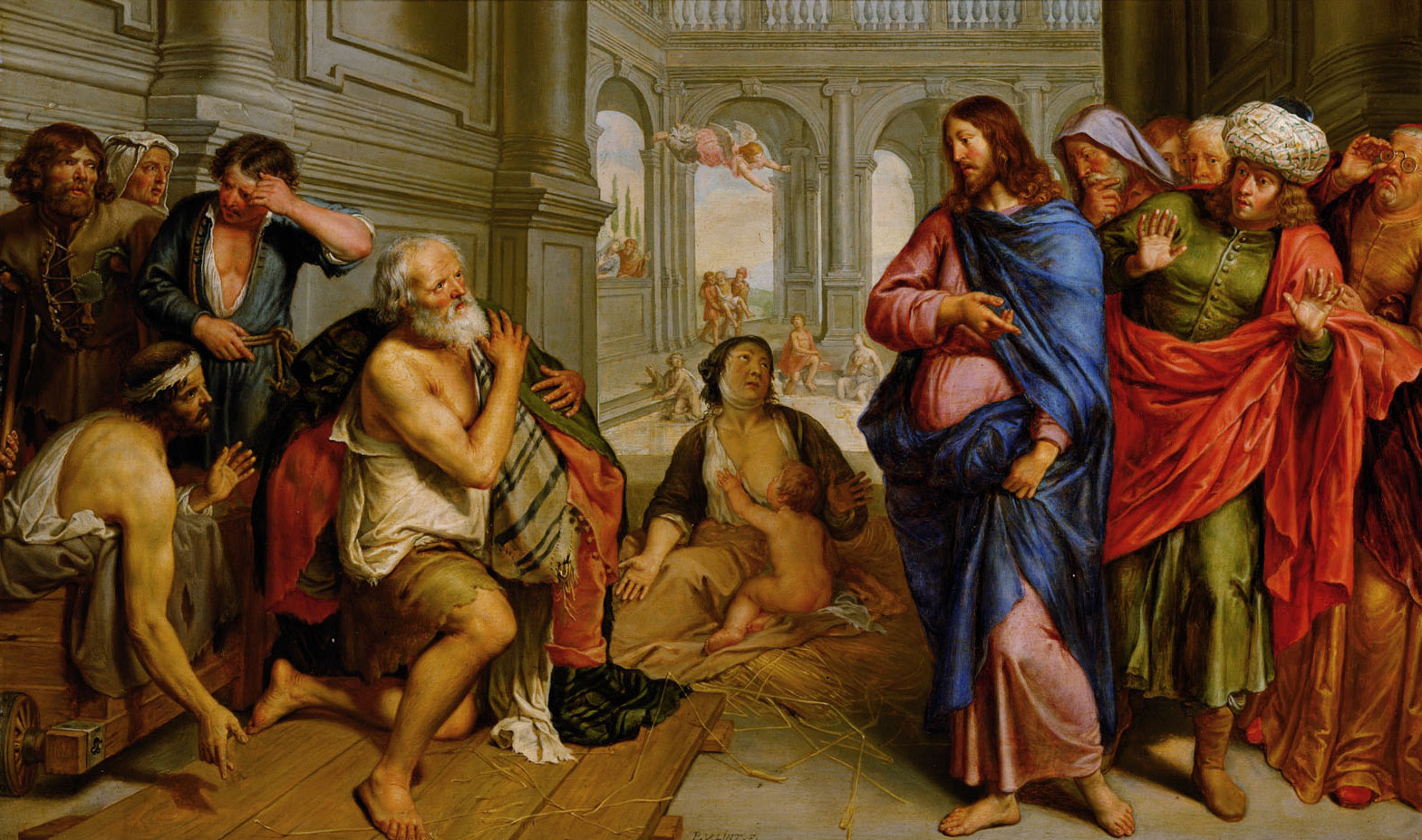
Cristo sanando al cojo en el estanque de Betesda (c. 1640), óleo sobre tabla de Pieter van Lint (1609-1690).

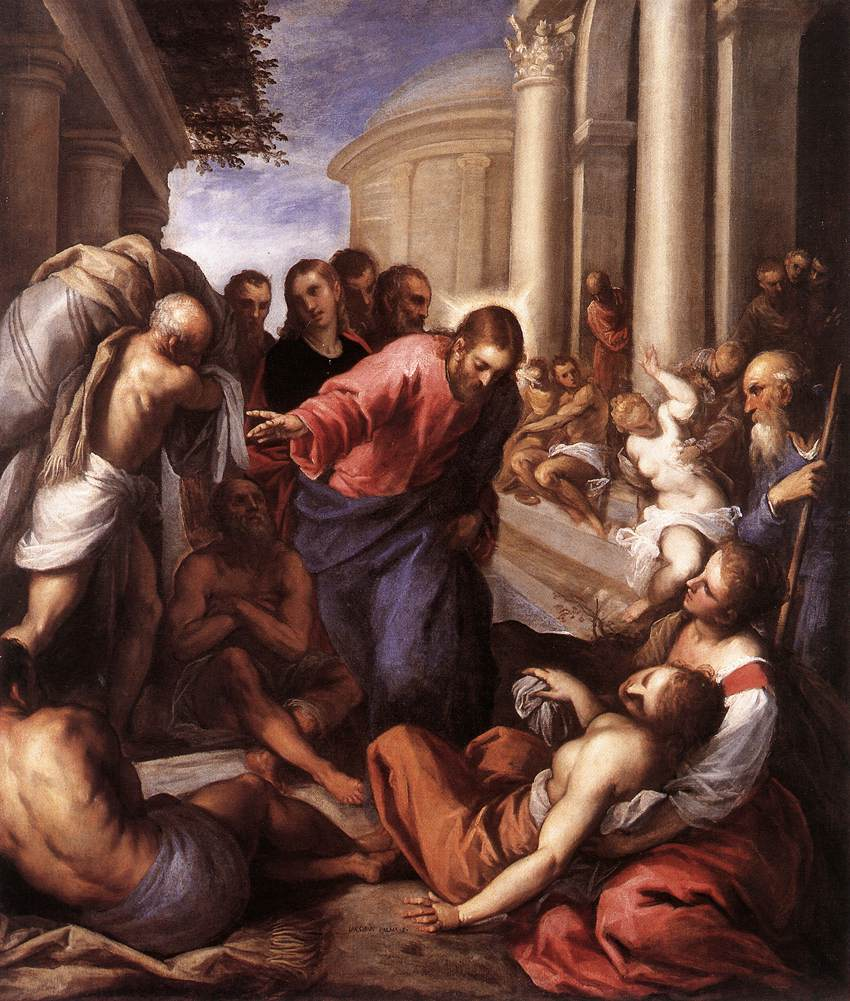
El estanque (1592), óleo sobre lienzo de Palma il Giovane (1550-1628).

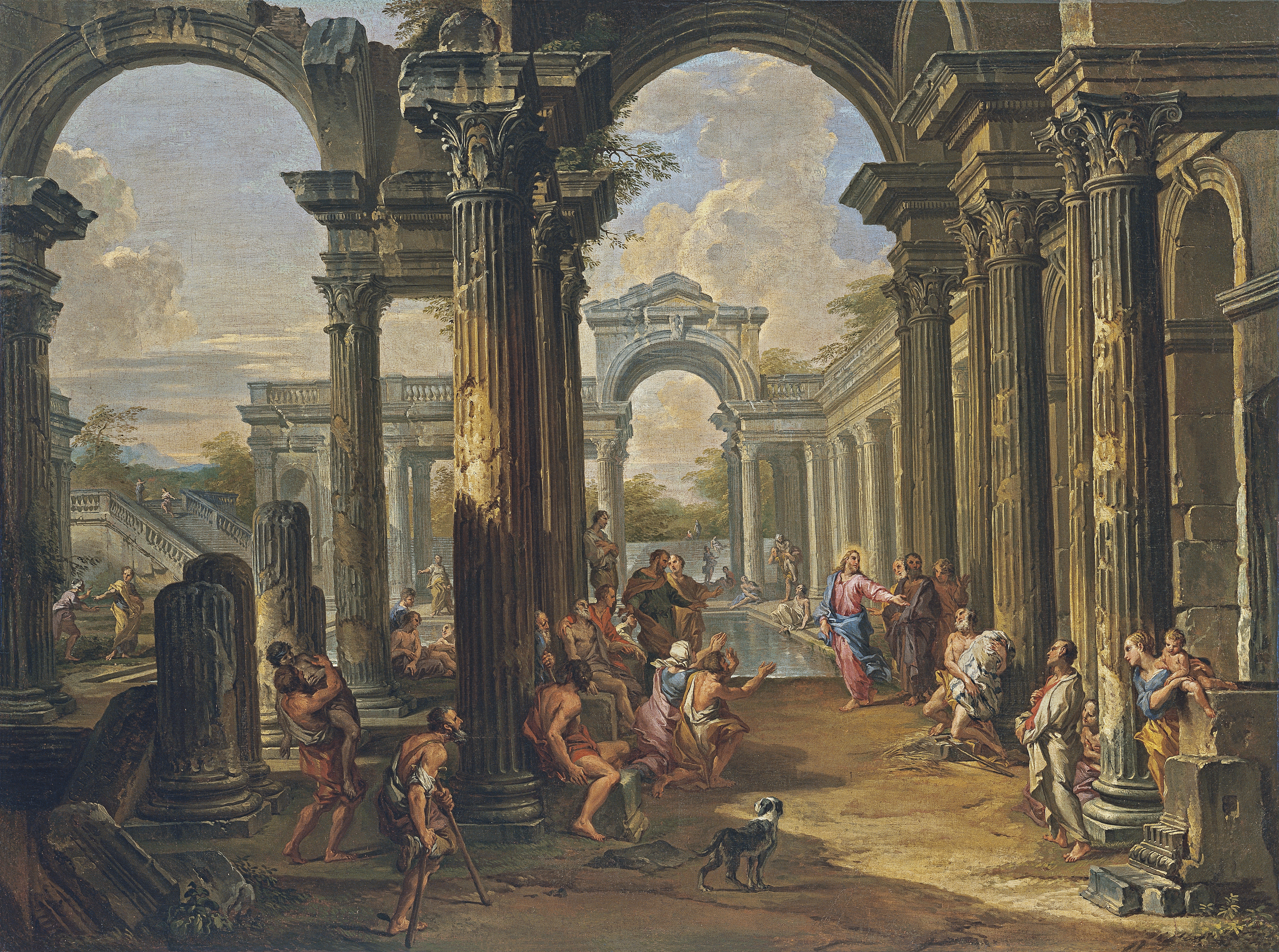
El estanque en Betesda (c. 1724), óleo sobre lienzo de Giovanni Pannini (1691–1765).

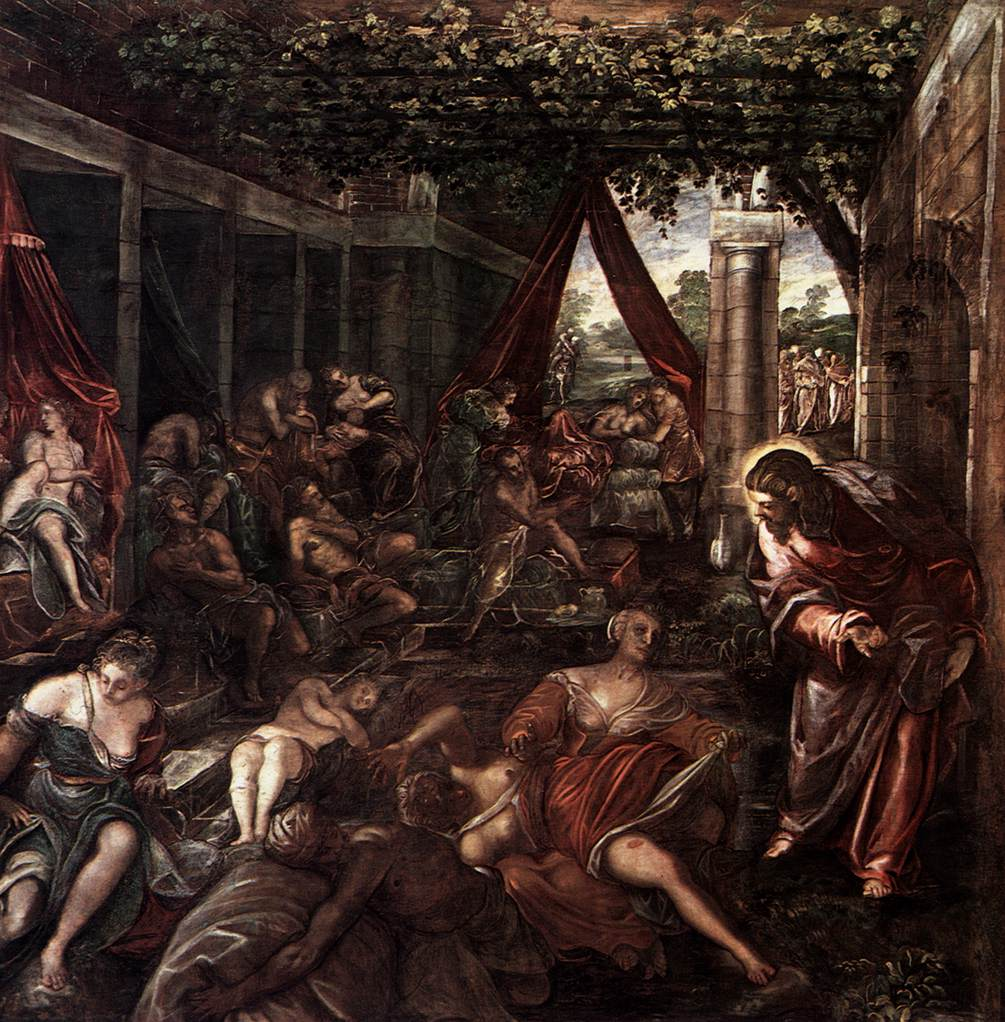
Piscina probática (1578-1581), óleo sobre lienzo de Tintoretto (1519-1594).

El Estanque de Betesda o de Betzatá es un antiguo conjunto de piscinas situado en Jerusalén conocido por ser el lugar donde Jesús de Nazaret sanó milagrosamente a un paralítico, según se relata en el Evangelio de Juan. En la actualidad, el sitio se identifica con dos piscinas ubicadas en el barrio musulmán de Jerusalén, cerca de la Puerta de los Leones y de la Iglesia de Santa Ana.

## Nombre
El nombre del estanque deriva del hebreo Beth hesda (בית חסד/חסדא), que significa casa de misericordia o casa de gracia. Este significado pudo haber sido considerado apropiado, ya que el lugar era visto como un lugar de desgracia debido a la presencia de personas enfermas, y como un lugar de gracia debido a la concesión de la curación.
Las representaciones alternativas del nombre Βηθεσδά (Betesda), que aparecen en los manuscritos del Evangelio de Juan, incluyen Βηθζαθά (Betzatá = בית חדתא) y Betsaida —que no debe confundirse con Betsaida, una ciudad de Galilea—, aunque los eruditos bíblicos consideran que este último es una corrupción metatética.

## Descripción bíblica
Según el Evangelio de Juan, Betesda era una piscina con cinco pórticos ubicada cerca de la puerta de las ovejas que era frecuentada por un gran número de personas enfermas. La narración bíblica describe una visita al lugar por parte de Jesús durante el Shabat, durante la cual sana a un hombre que ha estado postrado en cama durante 38 años y no podía llegar a la piscina por sus propios medios. La curación y la instrucción de Jesús al hombre de que tome su camilla provocan la protesta de los líderes religiosos locales, acusando de que se han roto las costumbres religiosas del sábado.

## Historia

### Primer estanque (norte)
La historia del estanque comenzó en el siglo VIII a. C., cuando se construyó una represa en el valle de Beth Zeta, convirtiéndolo en un depósito de agua de lluvia. Una compuerta en la represa permitía controlar la altura y un canal excavado en la roca traía un flujo constante de agua desde el embalse a la ciudad. El embalse se conoció como el Estanque Superior (הבריכה העליונה).

### Segundo estanque (sur)
Alrededor del año 200 a. C., durante el período en el que Simón II era el sumo sacerdote judío, se cerró el canal y se añadió una segunda piscina en el lado sur de la represa.
Aunque la leyenda popular sostiene que este estanque se usaba para lavar ovejas, esto es muy poco probable debido al uso del estanque como suministro de agua y su gran profundidad (13 m). Ha habido cierto debate académico sobre si el estanque pudo haber sido una mikve, piscina de baño ritual judía.

### Templos helenísticos y romanos
En el siglo I a. C., las cuevas naturales al este de los dos estanques se convirtieron en pequeños baños, como parte de un asclepeion; sin embargo, la Mishná da a entender que al menos uno de estos nuevos estanques estaba consagrado a Fortuna, la diosa de la fortuna, en lugar de a Asclepio, el dios de la curación. Los eruditos creen que es probable que esta ampliación haya sido desarrollada por la guarnición romana de la cercana Fortaleza Antonia, que también habría podido protegerla de los ataques. Además, la ubicación del asclepeion —fuera de las murallas de la ciudad en ese momento— habría hecho que su presencia fuera tolerable para los judíos, quienes de otro modo podrían haberse opuesto a una presencia religiosa no judía en su ciudad santa.
A mediados del siglo I, Herodes Agripa amplió las murallas de Jerusalén, trayendo el asclepeion al interior de la ciudad. Cuando Adriano reconstruyó Jerusalén como Aelia Capitolina, colocó un camino a lo largo de la represa y expandió el asclepeion en un gran templo para Asclepio y Serapis.

### Templo bizantino
Para el siglo V, al menos parte del asclepeion había sido convertido o reemplazado por un templo bizantino conocido como Iglesia Probática (literalmente, Iglesia de las Ovejas), inicialmente dedicado a la curación del paralítico, aunque desde el siglo VI estuvo asociado a la veneración de la Virgen María. Esto refleja un movimiento más extendido caracterizado por la apropiación de los lugares de curación de la religión pagana para dedicarlos a la Virgen María. La teoría de que esta iglesia fue construida por la emperatriz Eudocia (presente en Jerusalén en 438-39 y 443-460) es incierta. Parece más probable que esté asociado con Juvenal, obispo de Jerusalén a mediados del siglo V. Esta iglesia fue destruida en el año 614 por los persas.

### Templos cruzados
Después de la conquista de Jerusalén por los cruzados en 1099, se construyó una iglesia mucho más pequeña entre las ruinas del período bizantino en el dique de piedra que separa los dos piscinas, conocida como la Iglesia del Paralítico o Moustier ('el Monasterio'). Fue seguido por una nueva iglesia más grande erigida cerca. Esta iglesia más grande, terminada en 1138, fue construida sobre el sitio de una gruta que desde el siglo V o VI en adelante se creía tradicionalmente que era el lugar de nacimiento de María, madre de Jesús, y recibió su nombre de la madre de María, Santa Ana. Después de la conquista de Jerusalén por Saladino en 1187, se transformó en una Shafi`i fiqh (escuela de derecho islámica). Gradualmente, los edificios se arruinaron, convirtiéndose en un vertedero.

### Era moderna
En 1856, el área que incluye la Iglesia de Santa Ana y el sitio de la piscina fue obsequiada por el sultán otomano Abdülmecid I a Napoleón III de Francia. Los franceses renovaron y volvieron a dedicar la iglesia bajo la administración de los Padres Blancos en la esquina sureste de las piscinas, dejando intactas las otras ruinas. Existe la historia de que el sitio se ofreció originalmente a la reina Victoria como parte de las negociaciones que finalmente condujeron a la Convención de Chipre de 1878.

### Excavaciones contemporáneas
En excavaciones arqueológicas realizadas en el siglo XIX, Conrad Schick descubrió un gran estanque situado a unos 30 metros al noroeste de la iglesia de Santa Ana, que identificó como el estanque de Betesda. Una excavación arqueológica adicional en el área en 1964 descubrió los restos de las iglesias bizantina y cruzada, el templo de Adriano de Asclepio y Serapis, los pequeños estanques curativos de un asclepeion, el segundo de los dos grandes estanques y la presa entre ellos. Se descubrió que la iglesia bizantina había sido construida en el mismo corazón del templo de Adriano y contenía las piscinas curativas.

### Libros
- Burge, Gary M. (2014). «John 5:1–47». The NIV Application Commentary: John (en inglés). Grand Rapids, Michigan: Zondervan. ISBN 978-0-310-55902-3.
- Galor, Katharina (2013). The archaeology of Jerusalem: from the origins to the Ottomans (en inglés). New Haven: Yale University Press. ISBN 978-0-300-11195-8.
- Köstenberger, Andreas J. (2016). «The Healing at the Pool of Bethesda (5:1–15)». Zondervan illustrated Bible backgrounds commentary: John (en inglés). Grand Rapids, Michigan: Zondervan. ISBN 978-0-310-53017-6.
- Weksler-Bdolah, Shlomit (2020). Aelia Capitolina - Jerusalem in the Roman period: in light of archaeological research. Leiden: Brill. ISBN 978-9-0044-1707-6.

### Publicaciones
- Gibson, Shimon (2005). «The Pool of Bethesda in Jerusalem and Jewish Purification Practices of the Second Temple Period». Proche-Orient Chrétien (en inglés) 55: 270-293.
- Gibson, Shimon (2008). «The Bethesda Pool in Jerusalem: A New Investigation of Old Excavations».  En Baruch, Eyal; Levy-Reifer, Ayelet; Faust, Avraham, eds. New Studies on Jerusalem (en inglés) 14: 22-29.
- Gibson, Shimon (2010). «The Excavations at the Bethesda Pool in Jerusalem: Preliminary Report on a Project of Structural Analysis (1999-2009)». Proche-Orient Chrétien (en inglés) 60: 17-44.
- Gurevich, David (2017). «The Water Pools and the Pilgrimage to Jerusalem in the Late Second Temple Period». Palestine Exploration Quarterly (en inglés) 149 (2): 103-134. doi:10.1080/00310328.2017.1310563.
- Koester, Craig R. (2019). «The Healing at the Pool of Bethesda (John 5:1-18): A Study in Light of the Archaeological Evidence from Bethesda, Jewish and Greco-Roman Practice, and the Johannine Narrative».  En Culpepper, R. Alan; Frey, Jörg, eds. Expressions of the Johannine Kerygma in John 2:23-5:18: Historical, Literary, and Theological Readings from the Colloquium Ioanneum 2017 in Jerusalem (en inglés): 243-273.
- von Wahlde, Urban C. (2011). «The Puzzling Pool of Bethesda». Biblical Archaeology Review (en inglés) 37 (5): 40-47.